# Dana Fuchs
Dana Fuchs (New Jersey, 10 gennaio 1976) è una cantautrice e attrice statunitense, famosa per aver interpretato il ruolo di Sadie nel film del 2007 Across the Universe, interpretando alcuni dei maggiori successi dei Beatles.

## Biografia
Dana, la più giovane di sei figli, crebbe in una piccola città lontana dai grandi centri in Florida. Fin dalla giovane età era circondata dalla musica, seguendo le orme dei fratelli maggiori. A dodici anni si unisce al coro First Baptist Gospel Choir. A 16 fa parte di una band locale. Presto sarà tanto convinta della sua volontà di fare musica che dirà ad amici e parenti che sta "andando a New York per cantare il blues".
Da sola arrivò a New York all'età di 19 anni, e presto si sentì spaesata. Dopo la forte scossa data dalla notizia del suicidio di una delle sorelle maggiori (Donna, ritenuta da Dana il suo primo mentore musicale), Dana iniziò a impegnarsi nella musica partecipando ad alcune sessioni di improvvisazione nei locali blues di Manhattan. Fu in una di queste sessioni che incontrò Jon Diamond, un chitarrista statunitense affermato, che aveva già lavorato per Joan Osborne e Debbie Davies. Subito, insieme formarono la Dana Fuchs Band. Nel giro di un anno, la band si esibiva già nei locali blues più rinomati, dividendo il palco con artisti come John Popper, James Cotton e Taj Mahal. Per tutto l'anno successivo, Dana s'immerse nel blues cantando tutte le notti fino a tardi, guadagnando una potenza vocale formidabile e formando una larga schiera di fans.
Dopo due anni di lavoro nel blues, Dana decise di intraprendere la strada solista. Lei e Jon iniziarono a scrivere intensamente. Presto tornarono a esibirsi dal vivo con l'aggiunta dei pezzi inediti, e la risposta dei fan fu entusiasta. Presto, Dana e Jon si esibirono in posti come The Mercury Lounge, The Spephen Talk House e BB King's, dividendo la scena con artisti come Marianne Faithfull e Etta James tra gli altri.
Non tanto tempo dopo, i produttori della hit Love, Janis, sentendo voci riguardanti Dana, le chiesero di andare a fare un'audizione. Dana andò, cantò un estratto di Piece of My Heart e, senza indugio, le fu offerto il ruolo di Janis Joplin. Cantando Janis 4 notti a settimana, Dana si garantì un nuovo pubblico, che presto si spostò anche agli spettacoli del DFB ascoltando i pezzi inediti di Dana.
Queste canzoni sono udibili dall'album di debutto della band: Lonely for a Lifetime, che fu subito accolto bene sia dalla critica che dai fan. Dana dichiarò: "Volevo catturare una vibrazione soul e rock... ma dandole una nota selvaggia". Vocalmente, Dana fu ispirata da cantanti come Etta James, Otis Redding, Bobby Bland, Aretha Franklin e Mavis Staples.
Nel maggio 2018 pubblica l'album "Love Lives on" prodotto dalla stessa Dana insieme al compagno Jon Diamond e a Kevin Houston, con all'interno omaggi a Johnny Cash e Otis Redding.

### Across the Universe
Nel 2007, Dana entra a far parte del cast del film (interpretando Sadie) Across the Universe, diretto da Julie Taymor, particolare perché la colonna sonora è interamente composta da brani dei Beatles. Nel film, Dana esegue alcuni brani, tra i quali: Helter Skelter, Oh! Darling e Why Don't We Do It in the Road?; tutti i brani sono caratterizzati da una forte performance vocale, mista tra il blues e l'hard rock.

### Concerti in Italia
Il 26 giugno 2010, durante un concerto in Italia a Castiglione della Valle (Perugia), per la manifestazione "musica per i borghi", davanti a un centinaio di spettatori allibiti, si accosta al bordo del palco e bacia lungamente in bocca un fan destando scandalo tra la popolazione locale.

## Discografia[3]

### Album in studio
- 2003 - Lonely for a Lifetime
- 2011 - Love To Beg
- 2013 - Bliss Avenue
- 2018 - Love Lives On

### Live
- 2008 - Live in NYC